# Mydlnica lekarska

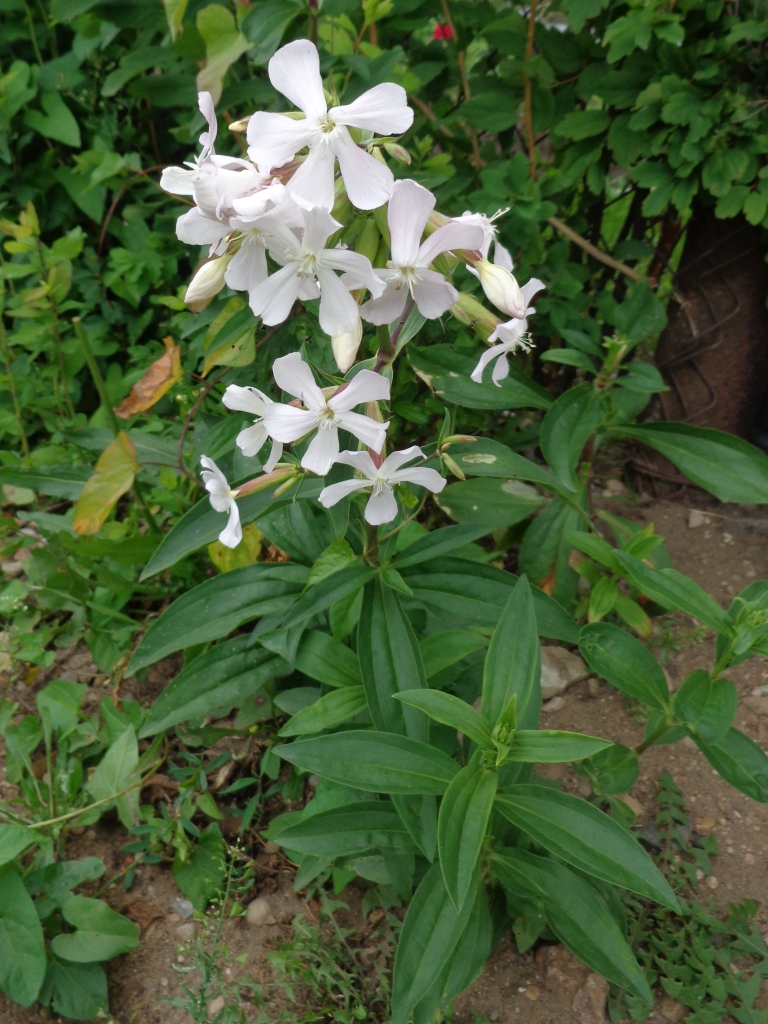
Pokrój

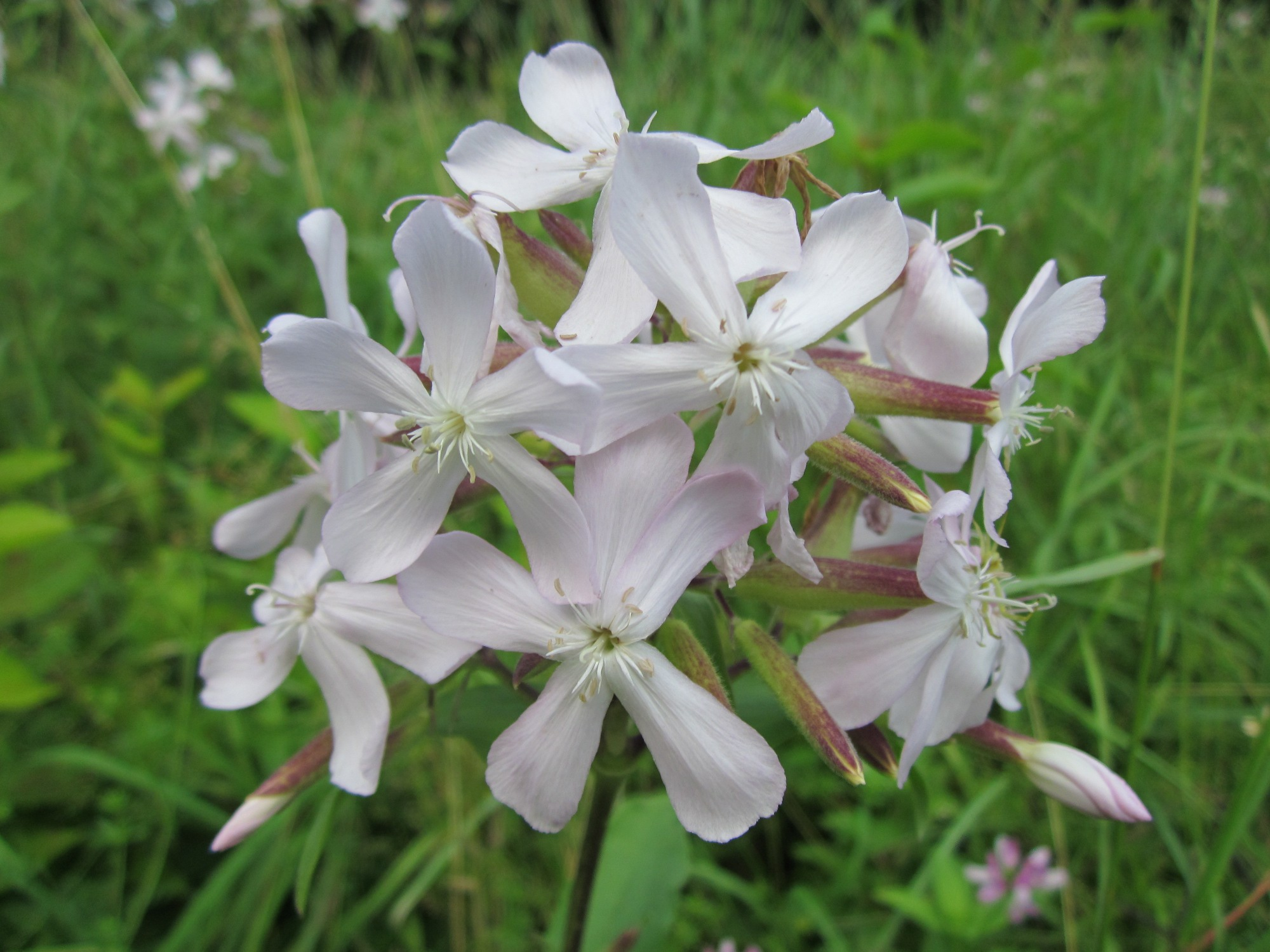
Kwiatostan

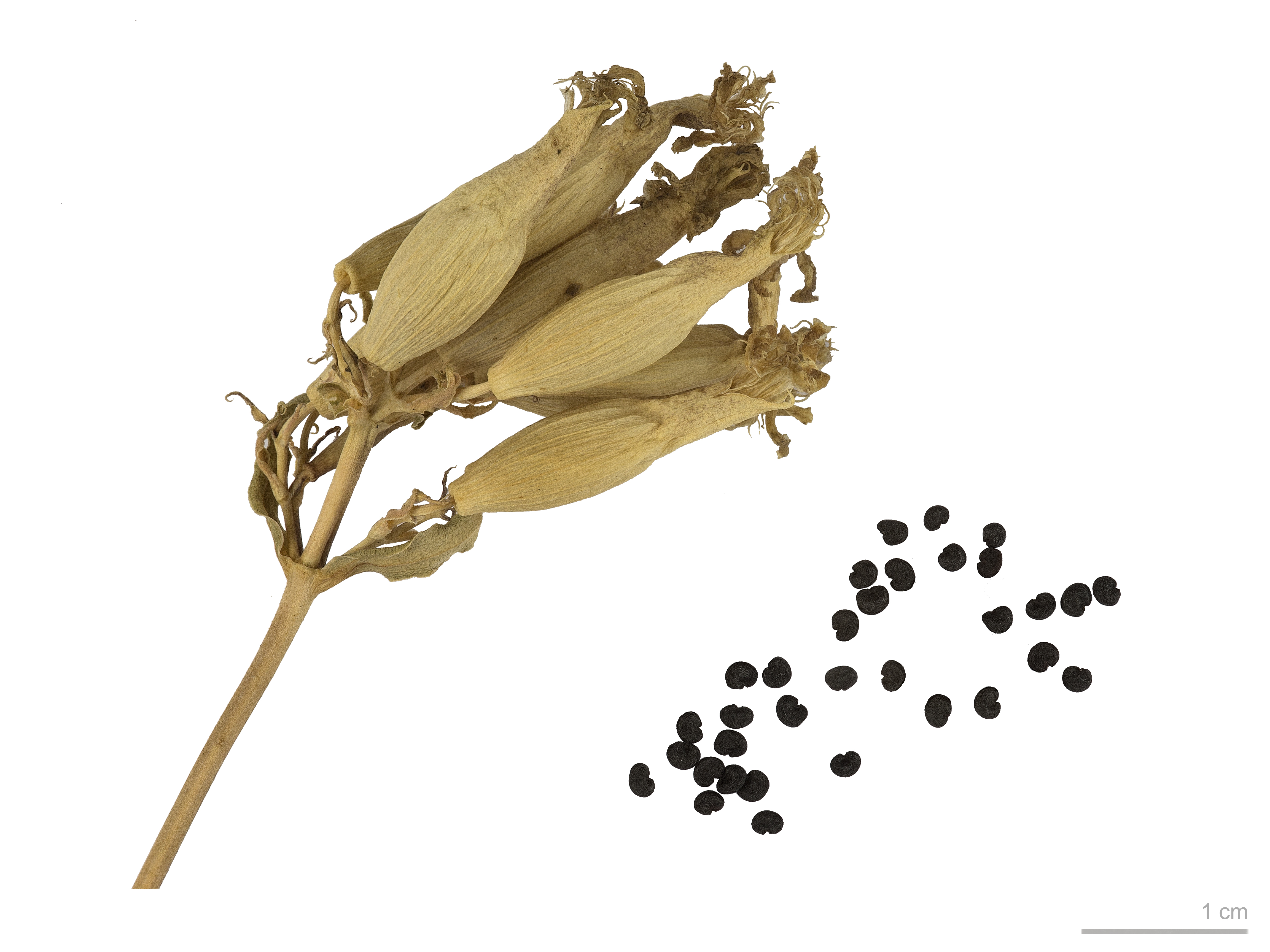
Owoce i nasiona

Mydlnica lekarska (Saponaria officinalis L.) – gatunek rośliny wieloletniej należący do rodziny goździkowatych. Naturalny obszar jej występowania to Europa, Azja i Afryka Północna, ale roślina rozprzestrzeniła się także w innych rejonach świata. W Polsce jest pospolita na niżu, jest też uprawiana.

## Morfologia
ŁodygaProsto wzniesiona, naga, walcowata, górą widlasto rozgałęziona, szorstka, nieco owłosiona. Wysokość 30–80 cm. Pod ziemią roślina posiada długie, walcowate, rozgałęzione, czołgające się kłącze z licznymi korzeniami.
LiścieUlistnienie naprzeciwległe. Liście o długości 5–6 cm eliptyczne lub podługowate, zaostrzone, nagie lub nieco owłosione, z szorstkimi brzegami, trójnerwowe. Dolne krótkoogonkowe, górne siedzące i nieco zrośnięte nasadami.
KwiatyDość duże (do 2 cm średnicy), różowe lub białe, wyrastają pęczkami na długiej szypułce z kątów liści i na wierzchołku łodygi, tworząc wierzchotkę dwuramienną. Kwiaty są 5-krotne, na krótkich szypułkach. Kielich zielony lub czerwonawy, owłosiony, walcowaty z 5 ząbkami. Ma długość 2-2,5 cm. Płatki korony są na szczycie wycięte.
OwocJajowata torebka.

## Biologia i ekologia
Bylina, hemikryptofit. Siedlisko: aluwialne tarasy, przydroża, zbocza, miedze, świetliste zarośla. Roślina ruderalna. Jest również rośliną wskaźnikową podłoża żwirowatego, kamienistego lub piaszczystego. W klasyfikacji zbiorowisk roślinnych gatunek charakterystyczny dla rzędu (O.) Senecion fluviatilis. Przedprątne kwiaty wieczorem wydzielają zapach zwabiając motyle nocne-ćmy, które je zapylają. Kwitną od czerwca do września. Nasiona rozsiewane są przez wiatr. Roślina trująca. Duże dawki saponin zawartych w kłączach i korzeniach mydlnicy po doustnym spożyciu drażnią żołądek i jelita, powodują wymioty, biegunki. Nie wolno też okładać ran preparatami mydlnicy. Zwierzęta nie jedzą tej rośliny – jest dla nich również trująca.

## Zastosowanie
Roślina lecznicza
- Surowiec zielarski : kłącze z korzeniami (Radix Saponariae) zawiera ok. 5% saponin, glikozydy, węglowodany, sole mineralne[8].
- Działanie : wykrztuśne, pobudzające czynności żołądka i trzustki, żółciopędne. Unieszkodliwia cholesterol, ułatwia wchłanianie związków trudno przyswajalnych przez organizm (np. sole żelaza, wapnia)[8]. Używana jest też w zapaleniach oskrzeli i tchawicy, przy kaszlu. Używana jest w postaci odwaru[8]. Musi być stosowana pod kontrolą lekarza.
- Dawniej odwary spożywane były doustnie jako odtrutka po ukąszeniu przez węże[9].
- Zbiór i suszenie : wykopuje się kłącza z korzeniami jesienią, myje, tnie na mniejsze kawałki i suszy w temperaturze ok. 50 °C.

Roślina kosmetyczna
- Stosowana jest w kosmetyce do wytwarzania niektórych past do zębów, szamponów, maseczek[9]. Dawniej odwarów z korzeni mydlnicy używano do mycia i prania. Opisywane są jako skuteczne – pienią się obficie i swoimi własnościami przewyższają mydła, gdyż nie niszczą skóry i nie powodują alergii u ludzi uczulonych na mydło[9]. Mydlnica używana była szczególnie do prania jedwabi i innych delikatnych tkanin, np. koronek itp.[5]. Wytwarzano z niej dawniej mydlik, używany także do odtłuszczania wełny[9].

Roślina ozdobna
- Roślina ozdobna uprawiana głównie ze względu na swoje kwiaty[10]. Szczególnie nadaje się na rabaty i do ogrodów naturalistycznych.

Inne zastosowania
- Nasiona mydlnicy używane były do trucia ryb[9].
- Wyciąg z mydlnicy używany bywa do przyprawiania chałwy[11].

## Uprawa
Jest łatwa w uprawie. Najlepiej rośnie w pełnym słońcu, na glebie o odczynie obojętnym lub zasadowym. Uprawia się ją z nasion wysiewanych jesienią, lub przez podział kłączy w rozstawie 60 × 45 cm. Roślina zwykle rozsiewa się sama i jest dość ekspansywna, dlatego też należy kontrolować jej rozrastanie się. Oprócz typowej formy uprawiane są kultywary, np. `Rosea` Plena` o średniozielonych pędach i półpełnych różowych kwiatach.